# Vlag van Asse
De vlag van Asse werd door de gemeenteraad op 19 september 1984 officieel vastgesteld als de gemeentelijke vlag van de Vlaams-Brabantse gemeente Asse. Op 5 maart 1985 werd hij door het Bestuur van Vlaanderen bevestigd en uiteindelijk gepubliceerd op 8 juli 1986 in het officiële Belgisch Staatsblad.
Officieel wordt de vlag beschreven als:
Zwart met een witte leeuw
De vlag is gelijk aan het oude gemeentewapen. De leeuw zijn ontleend uit de Vlaamse vlag.

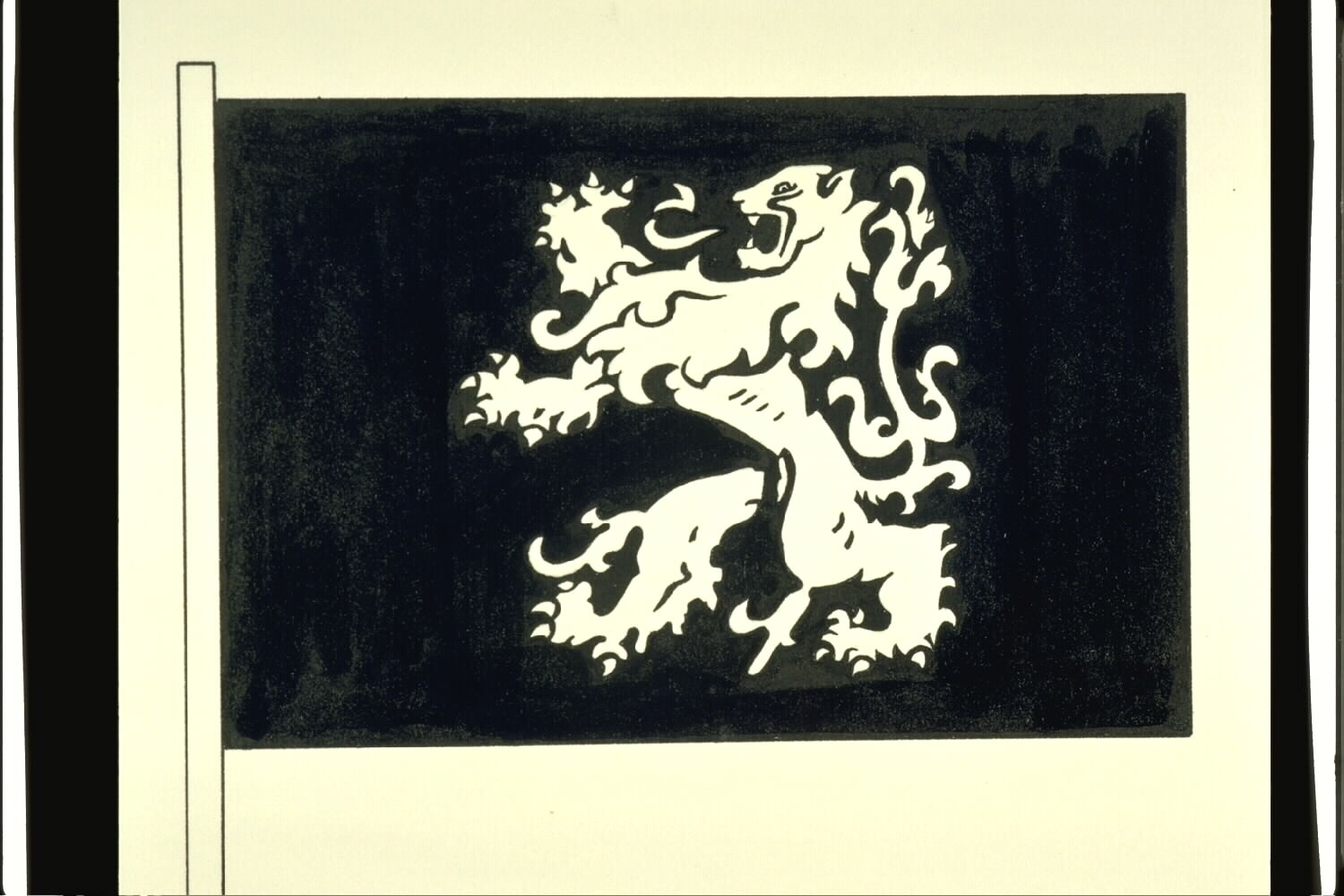
Tekening van de vlag
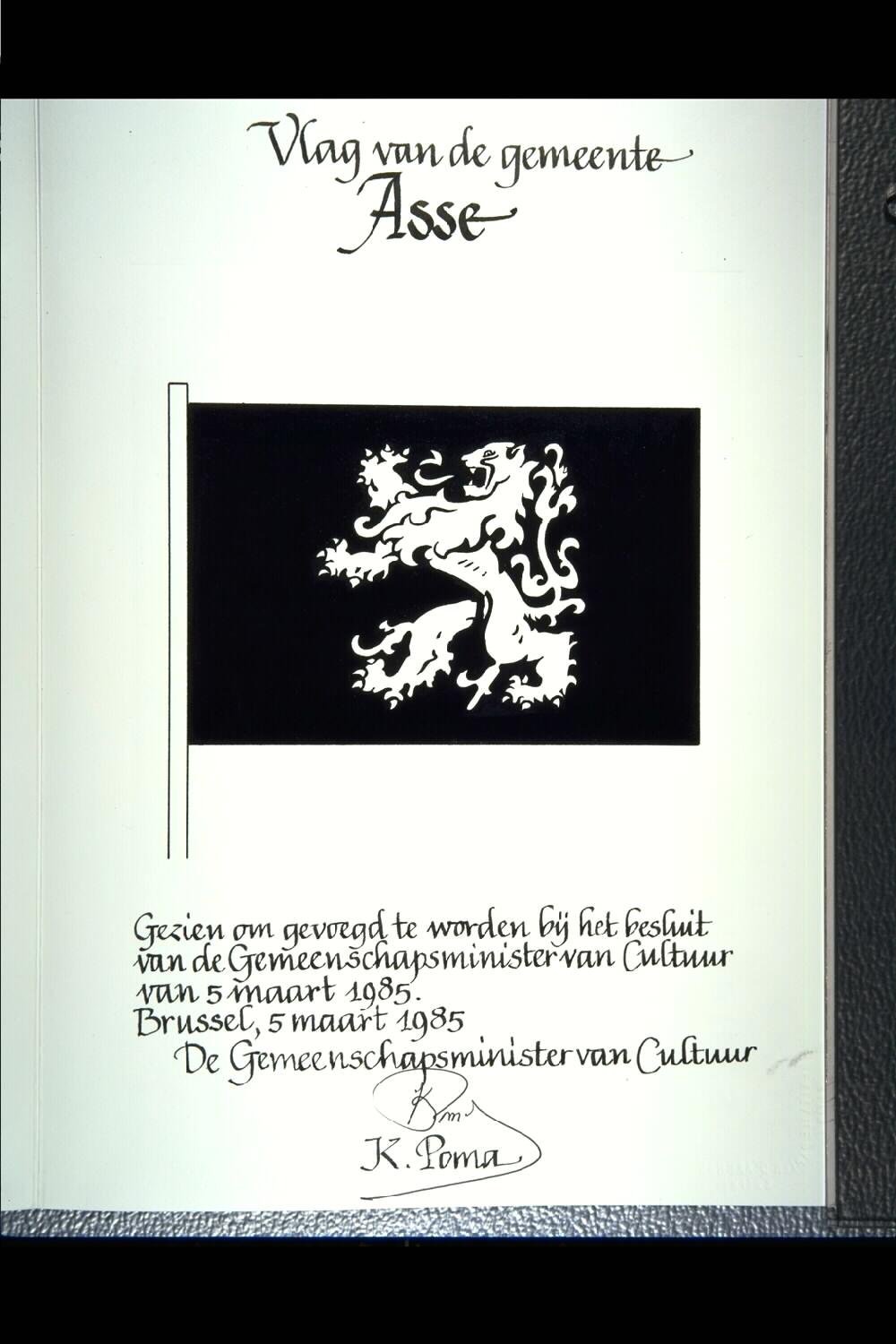
Ontwerp vlag getekend door Karel Poma
Het voormalige wapen van Asse (1912-1986)
Vlag van Vlaanderen